# Jens Sandmeier
Jens Sandmeier (* 16. August 1995 in Karlsruhe) ist ein deutscher Volleyballspieler.

## Karriere

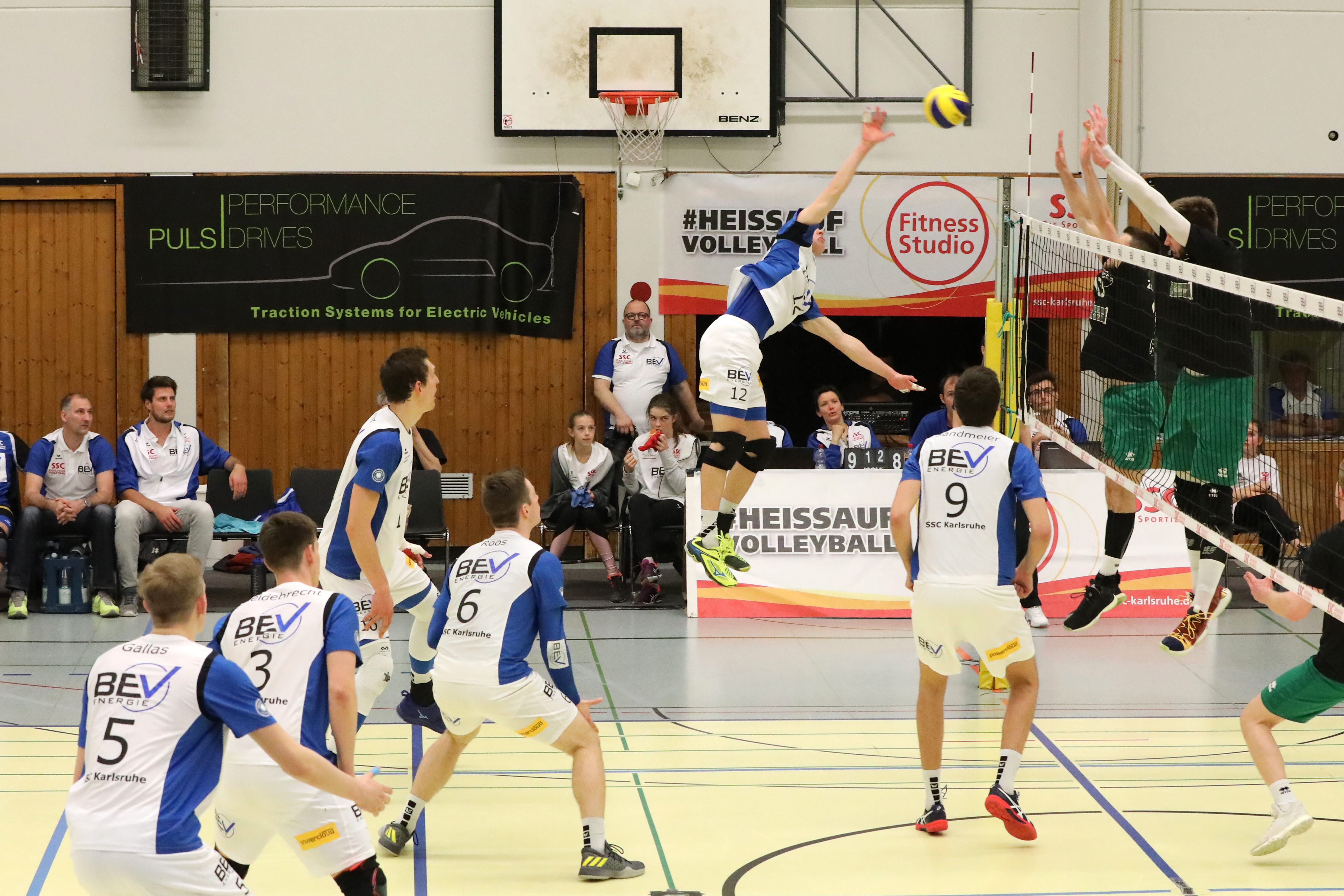
Jens Sandmeier (9) verfolgt den Angriff von Lukas Jaeger (12) im Spiel der 2. Bundesliga Süd gegen die FT 1844 Freiburg

Sandmeier begann seine Karriere bei der TS Durlach. Ab 2011 spielte er mit dem TuS Durmersheim in der 2. Bundesliga. Von 2012 bis 2015 spielte er außerdem in den deutschen Nationalmannschaften der Jugend und Junioren und nahm an den Qualifikationsrunden zur Europameisterschaft 2013 und Weltmeisterschaft 2015 teil. 2014 wechselte der Außenangreifer zum Erstligisten TV Bühl. Mit Bühl erreichte er das Halbfinale im DVV-Pokal 2014/15 und das Viertelfinale der Bundesliga-Playoffs. Im DVV-Pokal 2015/16 erreichte er mit den Bühlern das Finale gegen die Berlin Recycling Volleys; in der Bundesliga mussten sie sich im Playoff-Viertelfinale geschlagen geben. 2016/17 kamen die Bühler mit Sandmeier im DVV-Pokal und in der Liga jeweils in das Viertelfinale. 2017 wechselte Sandmeier zu den Baden Volleys SSC Karlsruhe, wo auch sein Bruder Thorben spielte. Mit Karlsruhe schaffte er 2023 den Aufstieg in die erste Liga. Die Baden Volleys schieden im DVV-Pokal 2024/25 gegen den späteren Finalisten aus Düren im Viertelfinale aus. Jens Sandmeier beendete seine Karriere zum Ende der Spielzeit Saison 2024/25.
Im Beachvolleyball gewann Sandmeier 2011 mit Luca Wanek die baden-württembergische U17-Landesmeisterschaft. 2019 siegte er mit Benjamin Loritz beim Kategorie-2-Turnier in Karlsruhe.